# O Sanctissima

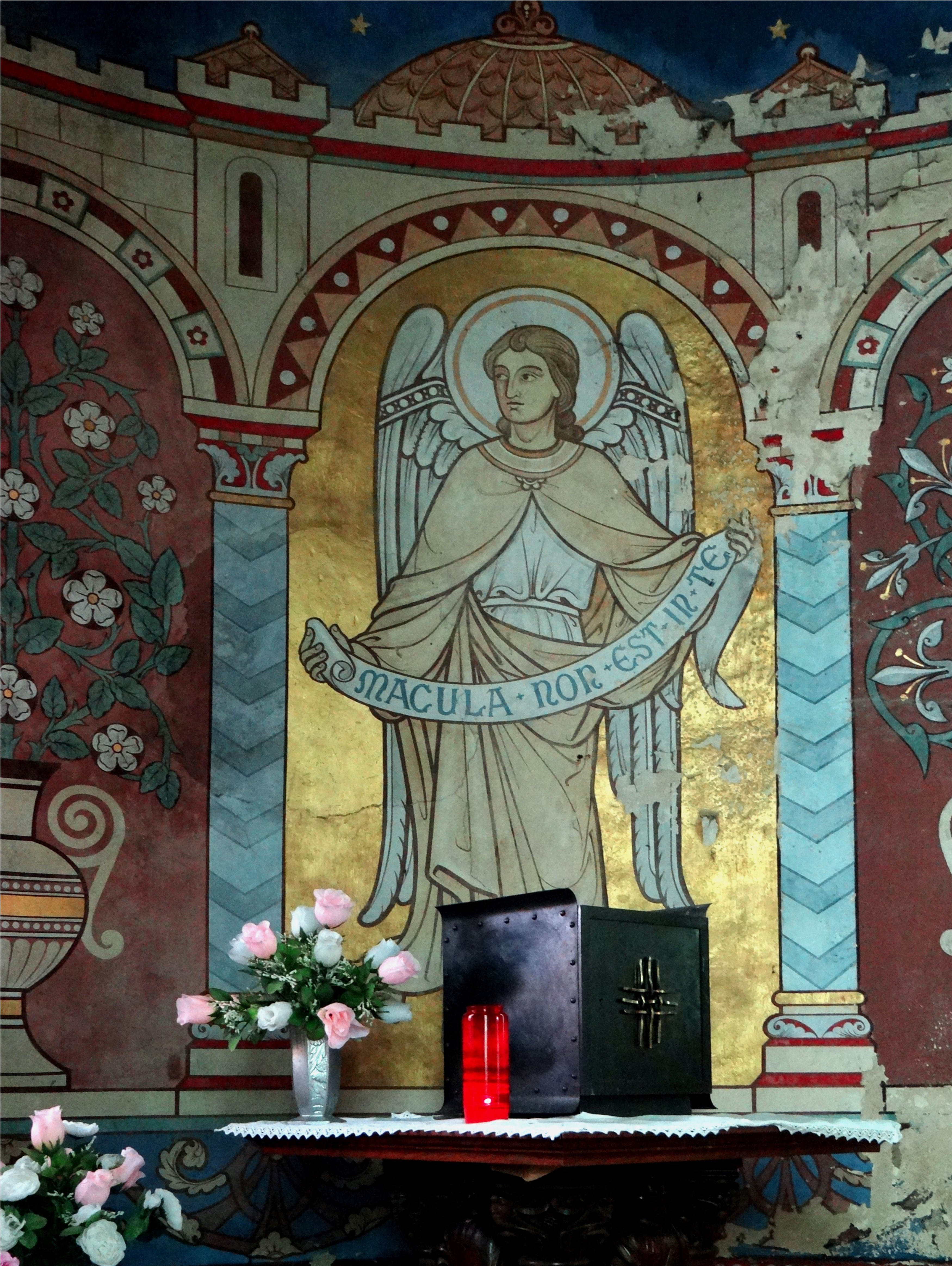
Macula non est in te (Y el pecado no está en ti)

O Sanctissima es una oración católica dedicada a la Virgen María. Su título latino significa «Oh Santísima » en español. Todavía hoy, la versión original latina se reza y se canta mucho más que las versiones traducidas.

## Historia
La oración se compuso en el siglo XVIII y su autor es desconocido. Fue impreso por vez primera en noviembre de 1792 en el periódico británico European Magazine and London Review.
La melodía se conoce como el Himno de los marineros sicilianos. A pesar de su nombre no se ha documentado ninguna relación de la melodía ni con Sicilia ni con el mar.
El texto alemán fue escrito por Johannes Daniel Falk. Una inscripción en la Catedral de Espira recuerda las primeras palabras del canto. El rezo recuerda la santidad, la piedad y la dulzura de la Virgen María. Subraya que María es amada sin mancha; lo que  alude  a la Inmaculada Concepción. Este rezo subraya la belleza de la Virgen, sobre todo por la fórmula Tota pulchra es, que es también el título de otra oración. 
Los dos primeros versos de la tercera estrofa hacen claramente alusión al Cantar de los Cantares: « Como un lirio entre los cardos, así es mi amada entre las jóvenes » (Ct 2:2). La fórmula ruega por nosotros es repetida a menudo, como en las letanías de Loreto. Finalmente, la súplica Ruega por nosotros en la hora de nuestra muerte puede encontrarse también en el Avemaría.

## El texto de la oración
| Latín | Castellano |
| --- | --- |

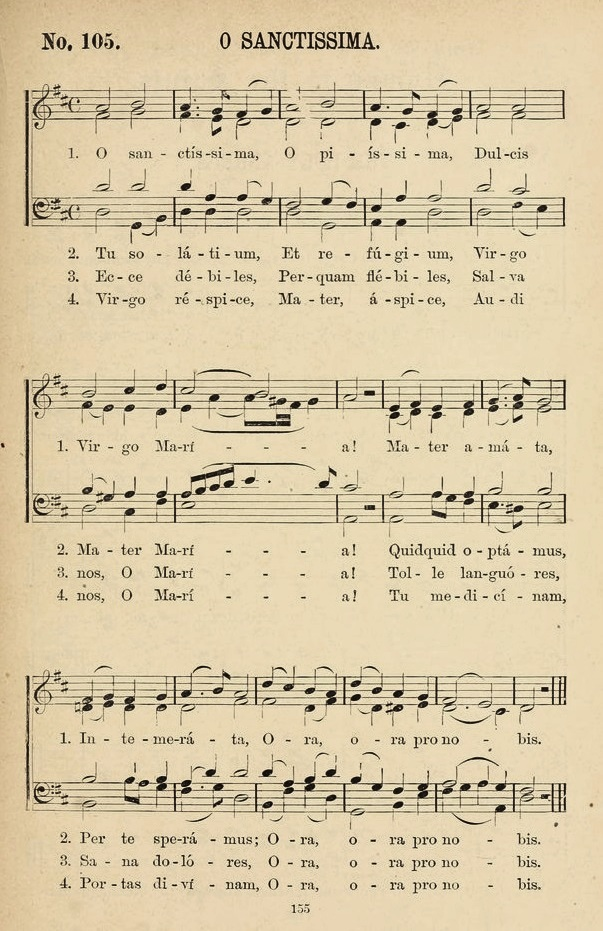
Partitura de O Sanctissima

| O Sanctissima O Sanctissima O Piissima Dulcis Virgo Maria! Mater amata, intemerata Ora, ora pro nobis Tota pulchra es O Maria Et macula non est in te Mater amata intemerata Ora ora pro nobis Sicut lilium inter spinas Sic Maria inter filias Mater amata intemerata Ora ora pro nobis In miseria in angustia Ora Virgo pro nobis Pro nobis ora in mortis hora Ora ora pro nobis | ¡Oh Santísima! ¡Oh, Santísima!, ¡Oh, Piadosísima! Dulce Virgen María Madre amada sin mancha Ruega por nosotros Eres toda bella, ¡Oh Maria! Y el pecado no está en ti Madre amada sin mancha Ruega por nosotros Como un lirio entre espinas así es María entre las jóvenes. Madre amada sin mancha Ruega por nosotros En miseria y en angustia Ruega Virgen, por nosotros Ruega por nosotros en la hora de la muerte, Ruega, ruega por nosotros |

## Adaptaciones del himno
A veces, O Sanctissima se interpreta como Villancico navideño. Los siguientes villancicos navideños se inspiran en esta oración pero tienen letras diferentes:
- El alemán O du fröhliche
- Los ingleses O How Joyfully, Day Of Holiness, O Thou Joyful, O Thou Wonderful, Virgin Full of Grace, O Thou Joyful Day y O Most Wonderful.[2]

## Influencia del himno
- En 1808 E.T.A. Hoffmann compuso una versión del himno formando parte de su obra 6 Canzoni per 4 voci a cappella.
- Ludwig van Beethoven arregló en 1817 la canción en su obra Zwölf verschiedene Volkslieder («Doce canciones populares variadas»), WoO 157 para tres voces, piano violín y chelo en 1814.
- En el 1879, Antonín Dvořák compuso la obra O sanctissima dulcis Virgo Maria, para contralto, barítono y órgano, basada en este himno.[3]
- Esta melodía se usó para el himno Lord, Dismiss Us With Thy Blessing, y parece tener influencia en la melodía de We shall overcome, con un emparejamiento cercano entre los primeros compases de ambas melodías.[4][5][1]

## Usos
- Bing Crosby canta la canción en la película Las campanas de Santa María[6]
- El coro The Daughters of Saint Paul cantan el himno en la película La canción de Bernadette de 1943.[7]